# 김기태 (1954년)
김기태(金基太, 1954년 8월 10일 ~ 2021년 1월 8일)은 대한민국의 제10·11대 전라남도의원이고, 제4·5대 전라남도 순천시의원이었다. 임기 중 지병으로 사망하였다. 빈소는 순천의료원 장례식장에 마련됐다.

## 학력
- 순천도사국민학교 35회 졸업
- 순천북중학교 (폐교) 졸업
- 순천공업고등학교 3회 졸업
- 순천청암대학 졸업

## 경력
- 순천도사초등학교 제15회 총동창회 체육대회 준비위원장
- 순천공업고등학교 초대 운영위원
- ㈜가장건설 대표이사
- ㈜조광종합건설 대표이사
- ㈜대덕산업개발 대표이사
- 토목특급기술자(한국건설기술인협회) 자격증 보유
- 건축기술자(한국건설기술인협회) 자격증 보유
- 건축산업안전기사(한국산업인력관리공단) 자격증 보유
- 새천년민주당 전남도당 순천시 지구당 건설분과 위원장
- 전남도어린이 문화연구소 이사
- 순천고등학교 학부모회 임원
- 2002.07 ~ 2006.06 제4대 전라남도 순천시의회 의원
- 2002.07 ~ 2004.07 제4대 전라남도 순천시의회 전반기 산업건설위원회 위원
- 2002.07 ~ 2004.07 제4대 전라남도 순천시의회 전반기 의회운영위원회 위원
- 2002.07 ~ 2004.07 제4대 전라남도 순천시의회 전반기 예산결산특별위원회 위원
- 2003.02 ~ 2003.11 제4대 전라남도 순천시의회 순천시행정구역조정을위한특별위원회 위원
- 2004.07 ~ 2006.06 제4대 전라남도 순천시의회 후반기 내무위원회 위원
- 2004.07 ~ 2006.06 제4대 전라남도 순천시의회 후반기 의회운영위원회 위원장
- 2004.09 ~ 2005.12 제4대 전라남도 순천시의회 순천시농어촌발전특별위원회 위원
- 순천시 건축심의위원회 위원장
- 순천시 도시계획심의위원회 위원
- 광주·전남 우리민족서로돕기운동본부 공동대표
- 민주평화통일자문회의 교류협력분과 위원장
- 국민건강보험관리공단 운영위원
- 남문로타리 국제봉사위원장
- 순천시 새마을운동지회 이사
- 순천교육청 소규모 학교통폐합 추진위원
- 순천공업고등학교 운영위원장
- 덕월교회 집사
- 2006.07 ~ 2010.03 제5대 전라남도 순천시의회 의원
- 2006.07 ~ 2008.07 제5대 전라남도 순천시의회 전반기 내무위원회 위원
- 2006.07 ~ 2008.07 제5대 전라남도 순천시의회 전반기 산업건설위원회 위원
- 2006.07 ~ 2008.07 제5대 전라남도 순천시의회 전반기 도시건설위원회 위원
- 2008.07 ~ 2010.03 제5대 전라남도 순천시의회 후반기 도시건설위원회 위원
- 순천시 안전관리위원회 위원
- 순천시 소하천 보존관리위원회 위원
- 순천시 경관위원회 위원
- 순천시 시내버스 준공영제추진위원회 위원
- 순천시 교통영향분석 개선대책심의회 위원
- 순천시 새마을지회 이사
- 순천시 인재육성장학회 이사
- 순천시 인재육성장학회 후원회 부회장
- 순천만국제정원박람회 특별위원회 위원
- 순천만국제정원박람회 해외유치단원
- 민주평화통일자문회의 자문위원
- 의료법인 순천평화병원 감사
- 은빛마을 운영위원
- 장애인 자립생활센터 운영위원
- (사)사랑의띠 이사
- 남산중학교 운영위원장
- 문재인 대통령 후보 전라남도 대책위원회 민원실장
- 2014.07 ~ 2018.06 제10대 전라남도의회 의원
- 2014.07 ~ 2016.07 제10대 전라남도의회 전반기 기획사회위원회 위원
- 2014.07 ~ 2016.07 제10대 전라남도의회 전반기 예산결산특별위원회 위원
- 2016.07 ~ 2018.06 제10대 전라남도의회 후반기 안전건설소방위원 위원장
- 2018.07 ~ 2020.09 제11대 전라남도의회 의원
- 2018.07 ~ 2020.07 제11대 전라남도의회 전반기 경제관광문화위원회 위원
- 2020.07 ~ 2020.09 제11대 전라남도의회 후반기 보건복지환경위원회 위원

## 수상
- 노무현 대통령 표창장
- 호남매일신문 전남의정상 최우수 수상
- 국회사무처 의정연수 전국우수의원 선정 김형오 국회의장상 수상
- 국제로타리3610지구 총재 봉사상 수상
- 순천중소경영인 연합회 공로상 수상
- 순천시 인재육성장학회 감사장 수여
- 대한예수교 장로회 순천남노회 봉사상 수상
- 대한지적공사 감사장 수여
- 순천시 건축사협회 공로상 수상
- 전문건설인협회 공로상 수상
- 순천 장애인 자립생활센터 감사장 수여
- 전국 해럴드 경제신문사 2009년도 "한국의 아름다운 얼굴" 선정
- 2012 대한민국 환경문화대상
- 2013 세계물의날 전남도지사 표창

## 역대 선거 결과
|  | 53.28% |

|  | 29.56% |

|  | 49.72% |

|  | 84.99% |

|  | 0% |